# Одисей
Вижте пояснителната страница за други значения на Одисей.
Одисей (на гръцки: Ὀδυσσεύς) в гръцката митология е цар на остров Итака.
Той е син на Лаерт и Антиклея, съпруг на Пенелопа и баща на Телемах. Слави се предимно със своята хитрост и съобразителност. Името му се свързва с Троянската война и Пелопонеската война, и най-вече с Троянския кон, тъй като идеята за използването му е негова.
Одисей е един от главните герои на Омировата „Одисея“, в която се описват странстванията и приключенията му. Той заема немалка част и от „Илиада“.
Убит е от своя син от Кирка (или от Калипсо) Телегон, който след убийството се оженил за Пенелопа.